# Шадоу DN1
Шадоу DN1 е болид от Формула 1, с който отборът на Шадоу участва през сезон 1973, както и в първите два кръга от следващия сезон. Това е първият болид на Шадоу, специално направен за Формула 1 като отборът преди това участваше в спортните КанАм серии.

## Разработка
Шадоу DN1 е първият болид на отбора, управляван от Дон Никълс във Формула 1. Тимът преди това имаше опит от състезания в спортните серии КанАм и назначи британския инженер Тони Саутгейт и Алън Рийс за проекта. Конструиран от Саутгейт, DN1 използва изцяло шаси от алуминий и задвижван с двигател Форд Косуърт DFV. Проблемите с DN1 са свързани с честите вибрации, образувани от двигателя на Косуърт, което допринася и при завиванията. Самият цвят на болида е изцяло черен, а за главен спонсор е UOP (Универшъл Ойл Продъктс).

## История
Шадоу пропуснаха първите два кръга за сезон 1973, тъй като болида не бе готов на време. Първата Гран При за DN1 e ГП на ЮАР 1973, като два екземпляра за били на разположение за Джаки Оливър и Джордж Фолмър. Макар Фолмър да е новобранец във Формула 1, той има голям опит в състезания за спортни коли, докато Оливър прекара пет сезона с Макларън и БРМ. В първото състезание за Шадоу, Фолмър донесе първите точки за тима, финиширайки шести, а състезание по-късно в Испания, американеца донесе и първия подиум, финиширайки зад победителя Емерсон Фитипалди с Лотус и Франсоа Север с Тирел. Следващото влизане в точките бе третото място на Оливър в предпоследното състезание, като с това отборът събра актив от 9 точки и завършвайки на осма позиция при конструкторите.
DN1 също е използван за новосформирания от Греъм Хил отбор, който се различава от заводския отбор по това, че е оцветен с бял цвят с главния спонсор на Хил, Ембаси. Хил не успя да постигне точки, като най-добрия резултат е 9-о място в Белгия. За следващия сезон Ембаси Хил избраха Лола като партньор за конструиране на шасита.
За сезон 1974 DN1 бе заменен с DN3, макар че новият пилот на Шадоу Жан-Пиер Жарие, трябваше да използва стария болид за първите две състезания.

## Класиране във Формула 1
| Година | Отбор                  | Двигател | Гуми | Пилоти         | 1   | 2   | 3   | 4   | 5   | 6   | 7   | 8   | 9   | 10  | 11  | 12  | 13  | 14  | 15  | Точки | WCC |
| ------ | ---------------------- | -------- | ---- | -------------- | --- | --- | --- | --- | --- | --- | --- | --- | --- | --- | --- | --- | --- | --- | --- | ----- | --- |
| 1973   | UOP Shadow Racing Cars | Ford V8  | Г    |                | ARG | BRA | RSA | ESP | BEL | MON | SWE | FRA | GBR | NED | GER | AUT | ITA | CAN | USA | 9     | 8-и |
| 1973   | UOP Shadow Racing Cars | Ford V8  | Г    | Джаки Оливър   |     |     | Ret | Ret | Ret | 10  | Ret | Ret | Ret | Ret | 8   | Ret | 11  | 3   | 15  | 9     | 8-и |
| 1973   | UOP Shadow Racing Cars | Ford V8  | Г    | Джордж Фолмър  |     |     | 6   | 3   | Ret | DNS | 14  | Ret | Ret | 10  | Ret | Ret | 10  | 17  | 14  | 9     | 8-и |
| 1973   | UOP Shadow Racing Cars | Ford V8  | Г    | Брайън Редмън  |     |     |     |     |     |     |     |     |     |     |     |     |     |     | DSQ | 9     | 8-и |
| 1973   | Embassy Hill           | Ford V8  | Г    | Греъм Хил      |     |     |     | Ret | 9   | Ret | Ret | 10  | Ret | NC  | 13  | Ret | 14  | 16  | 13  | 9     | 8-и |
| 1974   | UOP Shadow Racing Cars | Ford V8  | Г    |                | ARG | BRA | RSA | ESP | BEL | MON | SWE | NED | FRA | GBR | GER | AUT | ITA | CAN | USA | 7*    | 8-и |
| 1974   | UOP Shadow Racing Cars | Ford V8  | Г    | Жан-Пиер Жарие | Ret | Ret |     |     |     |     |     |     |     |     |     |     |     |     |     | 7*    | 8-и |

* Всички точки са постигати с DN3